# Pi Scorpii
Pi Scorpii (Vrischika, Iclil, 6 Scorpii) é uma estrela na direção da constelação de Scorpius. Possui uma ascensão reta de 15h 58m 51.12s e uma declinação de −26° 06′ 50.6″. Sua magnitude aparente é igual a 2.89. Considerando sua distância de 459 anos-luz em relação à Terra, sua magnitude absoluta é igual a −2.85. Pertence à classe espectral B1V + B2V. É uma estrela variável β Lyrae.